# Нижний Джалган
Ни́жний Джалга́н — село в Дербентском районе Республики Дагестан. Входит в состав сельского поселения «Хазарский сельсовет».

## География
Населённый пункт расположен в Приморской низменности, у подножья хребта Джалган, в 4 км к югу от города Дербент.

## История
Образовано в 1960 году переселенцами из села Джалган.

## Население
| 1970 | 1989  | 2002  | 2010  | 2021  |
| ---- | ----- | ----- | ----- | ----- |
| 503  | ↗1703 | ↗2137 | ↗2841 | ↗3192 |

Национальный состав
По результатам Всероссийской переписи населения 2021 года:
| Народ                | Численность, чел. | Доля от всего населения, % |
| -------------------- | ----------------- | -------------------------- |
| азербайджанцы (таты) | 2388              | 74,81 %                    |
| табасараны           | 394               | 12,34 %                    |
| лезгины              | 317               | 9,93 %                     |
| даргинцы             | 42                | 1,32 %                     |
| агулы                | 32                | 1,00 %                     |
| другие               | 19                | 0,60 %                     |
| всего                | 3192              | 100 %                      |

По результатам Всероссийской переписи населения 2010 года составляют азербайджанцы, но на самом деле основное население села является ираноязычным народом, вероятнее всего амардами или татами в простонародье у азербайджанцев, но согласно переписи населения ошибочно указанные как азербайджанцы.
Для определения своего этнического происхождения, джалганцы говорят что они фарсы, либо таты-мусульмане.
Так же, многие жители села знают азербайджанский язык, потому что среди джалганцев проживают и иранские азербайджанцы. Азербайджанский язык на данный является вторым родным языком и официально преподаётся в школах..
Возможно, говорят реально на северо-курдском, а не на азербайджанском языке. По мнению некоторых информаторов из джалганцев, их язык якобы схож с талышским языком.

## Улицы[17]
| - - Восточная - Ю. А. Гагарина - Гоголя - М. Горького - Зональная | - - Коммунаров - Мамедбекова - Молодёжная - А. С. Пушкина - Рзаева | - - Садовая - Солнечная - Строительная - Толстого - Центральная |